# Ойген Ган
Ойген Ган (нім. Eugen Hahn; 22 липня 1884, Безінген — 10 серпня 1938, Гайдельберг) — німецький воєначальник, генерал-лейтенант вермахту.

## Біографія
1 жовтня 1902 року вступив в 121-й гренадерський полк Вюртемберзької армії, батальйонний ад'ютант. З 1 жовтня 1912 року — полковий ад'ютант. Учасник Першої світової війни. В 1915/16 роках служив в Генштабі 13-го армійського корпусу. З 1916 року — 1-й офіцер Генштабу (начальник оперативного відділу) в штабі 26-ї піхотної дивізії. З січня 1919 року служив в Імперському військовому міністерстві, з 31 липня 1920 року — в 113-му піхотному полку. З 1 січня 1921 року — командир роти 13-го піхотного полку. З 1 жовтня 1922 року служив в штабі 2-го групового командування, одночасно офіцер зв'язку сухопутних військ при військово-морській станції «Остзе». З 1 січня 1925 року служив в Імперському військовому міністерстві. З 1 жовтня 1929 року — командир 3-го батальйону 13-го піхотного полку, з 1 жовтня 1931 року — всього полку. З 1 жовтня 1933 року — комендант фортеці Ульм. З 1 жовтня 1934 року і до кінця життя — командир 5-ї піхотної дивізії.

## Звання
- Фанен-юнкер (1 жовтня 1902)
- Лейтенант (27 січня 1904)
- Оберлейтенант (27 січня 1912)
- Гауптман (8 листопада 1914)
- Майор (1 січня 1924)
- Оберстлейтенант (1 лютого 1929)
- Оберст (1 січня 1932)
- Генерал-майор (1 жовтня 1934)
- Генерал-лейтенант (1 серпня 1936)

## Нагороди
- Залізний хрест 2-го і 1-го класу
- Орден Альберта (Саксонія), лицарський хрест 1-го класу з мечами
- Орден Фрідріха (Вюртемберг), лицарський хрест 1-го класу з мечами
- Хрест «За військові заслуги» (Австро-Угорщина) 3-го класу з військовою відзнакою
- Орден «За військові заслуги» (Вюртемберг), лицарський хрест
- Королівський орден дому Гогенцоллернів, лицарський хрест з мечами
- Почесний хрест ветерана війни з мечами
- Медаль «За вислугу років у Вермахті» 4-го, 3-го, 2-го і 1-го класу (25 років)